# Landratswahlen in Sachsen 2002
Landratswahlen in Sachsen 2002 fanden in drei Kreisen an unterschiedlichen Tagen statt. In allen Kreisen wurden CDU-Bewerber im ersten Wahlgang gewählt. Es waren die letzten Landratswahlen vor der Kreisreform in Sachsen 2008.

## Wahlsystem
Bei den Wahlen hatte jeder Wähler eine Stimme. Es galten die Prinzipien der Mehrheitswahl. Im ersten Wahlgang musste ein Kandidat die Mehrzahl der abgegebenen Stimmen, das heißt die absolute Mehrheit, auf sich vereinen, um gewählt zu werden. Erzielte kein Bewerber die absolute Mehrheit wäre ein zweiter Wahlgang nötig geworden, bei dem die relative Mehrheit ausgereicht hätte.
Neuen, im ersten Wahlgang nicht angetretenen, Bewerbern wäre es möglich gewesen im zweiten Wahlgang ebenfalls zu kandidieren.

## Ausgangslage
Traditionell ist die CDU besonders bei Kommunalwahlen stark. Die meisten Landräte in Sachsen stellte bisher die CDU.

## Wahlergebnisse
Insgesamt stellten sich acht Sachsen, darunter sechs Männer und zwei Frauen zur Wahl. Von den Kandidaten wurden jeweils drei von CDU und SPD vorgeschlagen; zwei waren PDS-Vorschläge. Insgesamt waren 413.216 Sachsen zur Wahl aufgerufen. Ungültige Stimmen finden in den Nachfolgenden Ergebnislisten keine Berücksichtigung.

### Regierungsbezirk Dresden

#### Landkreis Kamenz

Stimmenmehrheit nach Gemeinden im Landkreis Kamenz
Kockert 50–60 %
Kockert 60–70 %
Kockert 70–80 %
Kern 50–60 %

Im Landkreis Kamenz wurde Petra Kockert (CDU) am 22. September mit 53,4 % der Stimmen zur Nachfolgerin von Andrea Fischer (CDU) gewählt. Wahlberechtigt waren 124.799 Bürger.
| Kandidat               | Stimmen (absolut) | Stimmen (%) | Politische Unterstützung |
| ---------------------- | ----------------- | ----------- | ------------------------ |
| Petra Kockert          | 48.362            | 53,4        | CDU                      |
| Günther Kern           | 42.218            | 46,6        | SPD                      |
| Wähler/Wahlbeteiligung | 93.106            | 74,6        |                          |
| Gültige Stimmen        | 90.580            | 97,3        |                          |
| Ungültige Stimmen      | 2.526             | 2,7         |                          |

#### Landkreis Meißen

Stimmenmehrheit nach Gemeinden im Landkreis Meißen
Steinbach 50–60 %
Steinbach 60–70 %
Steinbach 70–80 %

Im Landkreis Meißen wurde Arndt Steinbach (CDU) am 10. November mit 64,1 % der Stimmen zum Nachfolger von Renate Koch (CDU) gewählt. Wahlberechtigt waren 123.646 Bürger.
| Kandidat               | Stimmen (absolut) | Stimmen (%) | Politische Unterstützung |
| ---------------------- | ----------------- | ----------- | ------------------------ |
| Arndt Steinbach        | 23.569            | 64,1        | CDU                      |
| Claudia Hertlein       | 6.126             | 16,7        | PDS                      |
| Manfred Müntjes        | 7.076             | 19,2        | SPD                      |
| Wähler/Wahlbeteiligung | 37.169            | 30,1        |                          |
| Gültige Stimmen        | 36.771            | 98,9        |                          |
| Ungültige Stimmen      | 398               | 1,1         |                          |

### Regierungsbezirk Chemnitz

#### Vogtlandkreis

Stimmenmehrheit nach Gemeinden im Vogtlandkreis
Lenk 60–70 %
Lenk 70–80 %
Lenk 80–90 %
Lenk >90 %

Im Vogtlandkreis wurde Landrat Tassilo Lenk (CDU) am 27. Oktober mit 80,3 % der Stimmen im Amt bestätigt. Wahlberechtigt waren 165.609 Bürger.
| Kandidat               | Stimmen (absolut) | Stimmen (%) | Politische Unterstützung |
| ---------------------- | ----------------- | ----------- | ------------------------ |
| Tassilo Lenk           | 42.352            | 80,3 %      | CDU                      |
| Hans-Jürgen Lange      | 5.173             | 9,8         | SPD                      |
| Jürgen Jahn            | 5.188             | 9,8         | PDS                      |
| Wähler/Wahlbeteiligung | 53.065            | 32,0        |                          |
| Gültige Stimmen        | 52.713            | 99,3        |                          |
| Ungültige Stimmen      | 352               | 0,7         |                          |